# 小女贼的细软
《小女贼的细软》是钱海燕 (漫画家)的漫画，是她几个集子的精选，原本黑白的画稿被上色。漫画里三分文章二分画，当初原是要让满文字的版面透气，才想弄幅画来醒目。